# Список українських дизайнерів шрифтів
|  | Службовий список статей, створений для координації робіт з розвитку теми. Це попередження не встановлюється на інформаційні списки і глосарії. |

|                                                | Досі дослідники звичайно не відділювали українського друкарства від московського, чому до науки вносилося певне баламутство; через це звичайно більшість дотеперішніх праць трактують українське та московське друкарство разом. |
| — І. Огієнко. Історія українського друкарства. | |

Українські шрифтовики — шрифтові дизайнери та дизайнерки з України, що працюють над створенням і вдосконаленням шрифтів. 

## Українські шрифтовики
- Геннадій Заречнюк (Львів)
- Андрій Константинов (Київ)
- Ярослав Куць
- Василь Лопата
- Володимир Лісняк
- Віталій Мітченко
- Георгій Нарбут
- Дмитро Растворцев (Суми)
- Михайло Різник
- Олег Снарський
- Сергій Ткаченко (4th february)
- Катерина Королевцева
- Кирило Ткачов (Луганськ / Луцьк)
- Лук'ян Турецький (Львів)
- Володимир Фатальчук
- Віктор Харик (Дюссельдорф, Німеччина)
- Василь Хоменко
- Василь Чебаник (Київ)
- Андрій Шевченко (Бердянськ)
- Ольга Юнак
- Володимир Юрчишин
- Богдан Гдаль (Київ)
- Олексій Чекаль
- Євген Садко (Харків)
- Тетяна Іваненко
- Марчела Можина
- Олекса Волочай
- Костянтин Головченко
- Андрій Дикун
- Олег Ліщук
- Олексій Поповцев
- Вікторія Лопухіна
- Віталіна Лопухіна
- Вікторія Грабовська